# Gracjan Horoszkiewicz
Gracjan Horoszkiewicz (ur. 18 marca 1995 w Głogowie) – polski piłkarz, występujący na pozycji obrońcy, w m.in. Herthcie Berlin, Cracovii oraz Podbeskidziu Bielsko-Biała.

## Kariera klubowa
Wychowanek GLKS Gaworzyce, następnie trenował w Górniku Polkowice, zaś w 2009 roku trafił do Zagłębia Lubin. Od najmłodszych lat wyjeżdżał na testy do zagranicznych klubów, m.in. do angielskich Liverpoolu oraz Tottenhamu Hotspur. Ostatecznie przeszedł do Herthy Berlin, która wypatrzyła Polaka podczas Mistrzostw Polski w Płocku. Horoszkiewicz rozpoczął rozmowy z nowym klubem, ale w tym samym czasie Zagłębie zaoferowało mu możliwość włączenia do kadry pierwszego zespołu. Ostatecznie, w sierpniu 2011 roku Polak podpisał ze niemieckim klubem trzyletnią umowę. 12 czerwca 2014 roku wrócił do Polski i podpisał 2-letni kontrakt z Cracovią, jednak opuścił klub już po niespełna trzech miesiącach. 17 września 2014 roku związał się trzyletnią umową z Podbeskidziem Bielsko-Biała.

## Kariera reprezentacyjna
Horoszkiewicz był regularnie powoływany do reprezentacji Polski do lat 17, której był także kapitanem. W 2012 roku zajął wraz z tym zespołem miejsca 3-4. na młodzieżowych Mistrzostwach Europy.

## Sukcesy

### Polska
- Mistrzostwa Europy U-17

3-4. miejsce (1): 2012